# (1428) Mombasa
(1428) Mombasa ist ein Asteroid des Hauptgürtels, der am 5. Juli 1937 vom südafrikanischen Astronomen Cyril V. Jackson in Johannesburg entdeckt wurde. 
Der Name ist von der kenianischen Stadt Mombasa abgeleitet.